# Charles Tickner
Pour les articles homonymes, voir Tickner.
Charles Tickner, né le 13 novembre 1953, est un patineur artistique américain. Il a remporté au cours de sa carrière quatre fois le titre de champion américain entre 1977 et 1980, ainsi que celui de champion du monde en 1978. Lors des Jeux olympiques de 1980, il remporte la médaille de bronze en individuel.

## Palmarès
| Compétitions principales    | 1971    | 1972    | 1973    | 1974    | 1975    | 1976    | 1977    | 1978    | 1979    | 1980    |  |  |  |  |
| Jeux olympiques d'hiver     |         |         |         |         |         |         |         |         |         | 3e      |  |  |  |  |
| Championnats du monde       |         |         |         |         |         |         | 5e      | 1er     | 4e      | 3e      |  |  |  |  |
| Championnats des États-Unis | 10e     | F       | 6e      | 3e      | 3e      | 4e      | 1er     | 1er     | 1er     | 1er     |  |  |  |  |
|                             |         |         |         |         |         |         |         |         |         |         |  |  |  |  |
| Autre Compétition           | 1970/71 | 1971/72 | 1972/73 | 1973/74 | 1974/75 | 1975/76 | 1976/77 | 1977/78 | 1978/79 | 1979/80 |  |  |  |  |
| Skate Canada                |         |         |         |         | 3e      |         |         | 2e      | 2e      |         |  |  |  |  |
| Légende : F = Forfait       |         |         |         |         |         |         |         |         |         |         |  |  |  |  |